# Infestissumam
Infestissumam è il secondo album in studio del gruppo musicale doom metal svedese Ghost, pubblicato nel 2013 dalla Republic.
Nel 2014 il disco ha vinto un premio Grammis, equivalente al Grammy Award in Svezia, come "miglior album hard rock/metal".

## Tracce
1. Infestissumam – 1:42
2. Per Aspera ad Inferi – 4:09
3. Secular Haze – 5:11
4. Jigolo Har Megiddo – 3:58
5. Ghuleh / Zombie Queen – 7:29
6. Year Zero – 5:50
7. Body and Blood – 3:43
8. Idolatrine – 4:24
9. Depth of Satan's Eyes – 5:25
10. Monstrance Clock – 5:53

Tracce bonus dell'edizione Deluxe
1. La Mantra Mori – 5:14
2. I'm a Marionette (cover degli ABBA) – 4:52
3. Secular Haze (Music video) – 5:19 – Solo nella versione digitale

Tracce bonus dell'edizione giapponese
1. La Mantra Mori – 5:14
2. I'm a Marionette (ABBA cover) – 4:52
3. Waiting for the Night (cover dei Depeche Mode) – 5:36

Tracce bonus della versione Infestissumam Redux
1. La Mantra Mori – 5:14
2. If You Have Ghosts (cover di Roky Erickson) – 3:34
3. I'm a Marionette (cover degli ABBA) – 4:52
4. Crucified (cover degli Army of Lovers) – 5:13
5. Waiting for the Night (cover dei Depeche Mode) – 5:37
6. Secular Haze (Live) – 5:27

## Formazione
- Papa Emeritus II - voce, chitarra solista, chitarra ritmica
- Nameless Ghoul  - chitarra solista
- Nameless Ghoul  - chitarra ritmica
- Nameless Ghoul  - basso
- Nameless Ghoul  - tastiere
- Nameless Ghoul  - batteria